# Mapa geològic

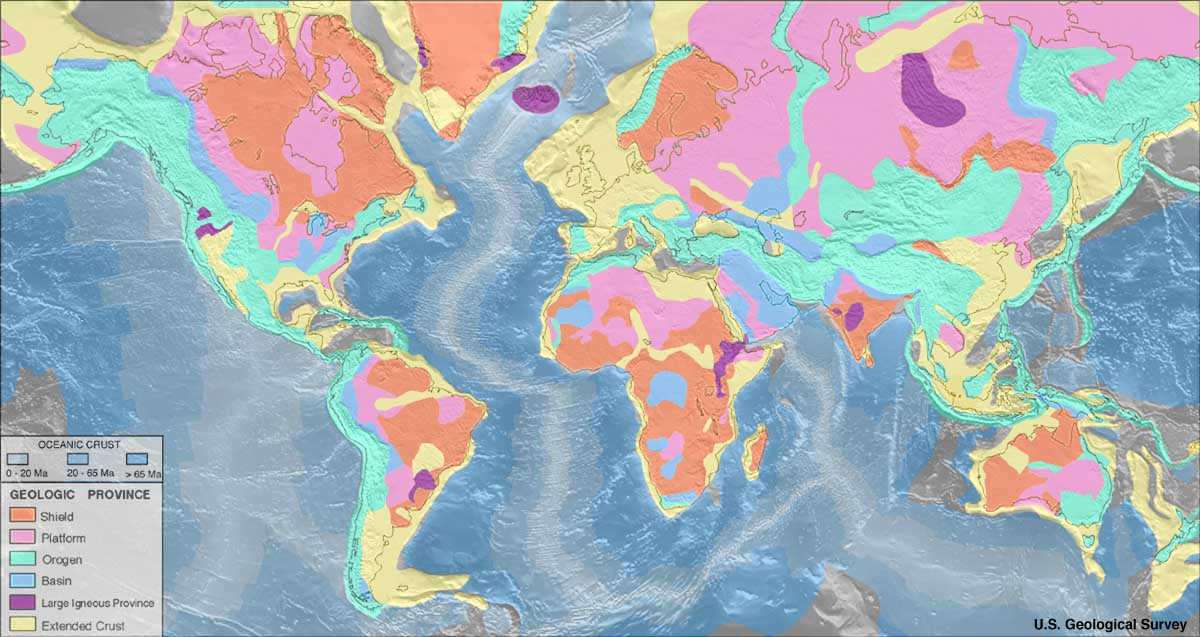
Mapa mundial de les províncies geològiques

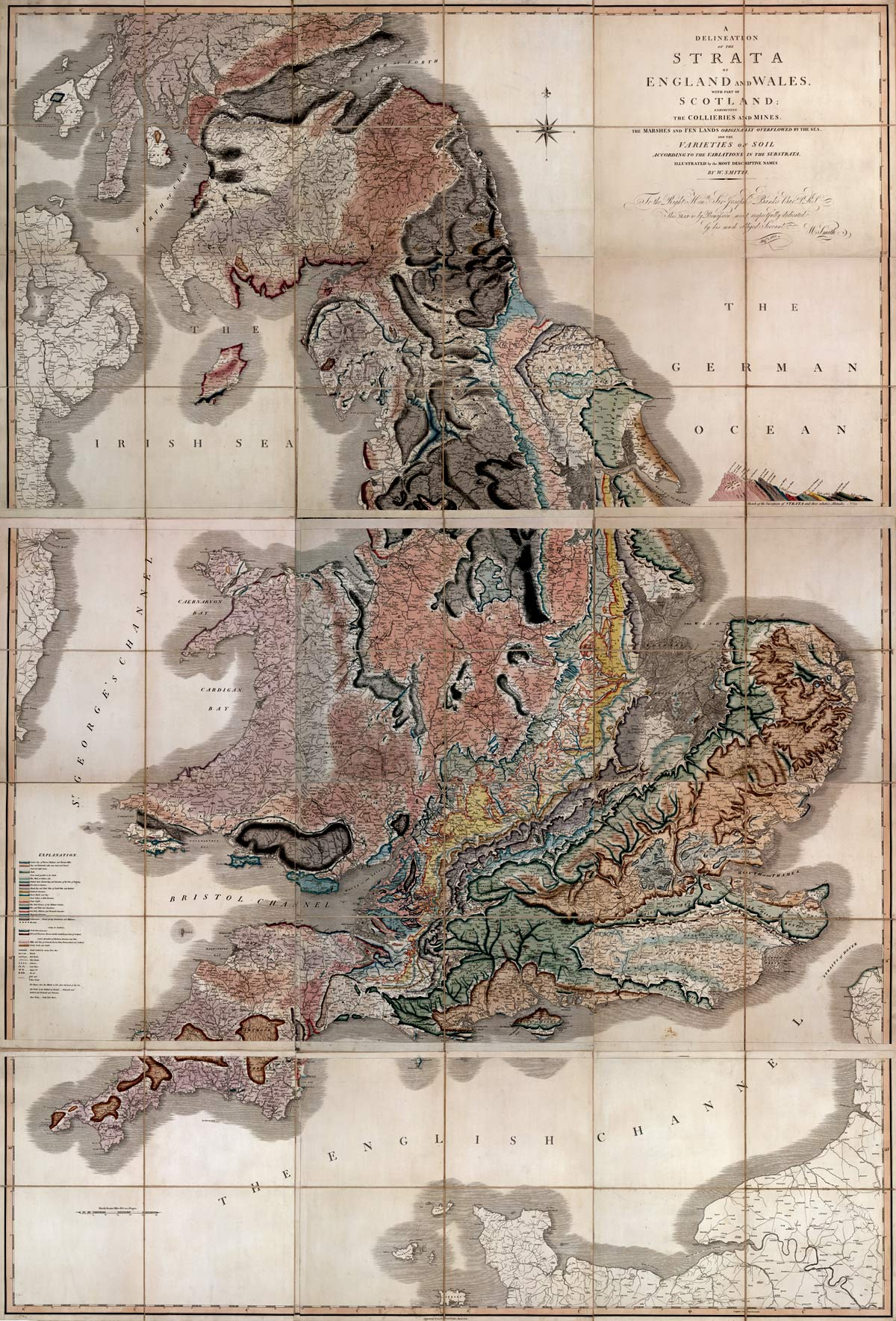
Mapa geològic de William Smith, 1815

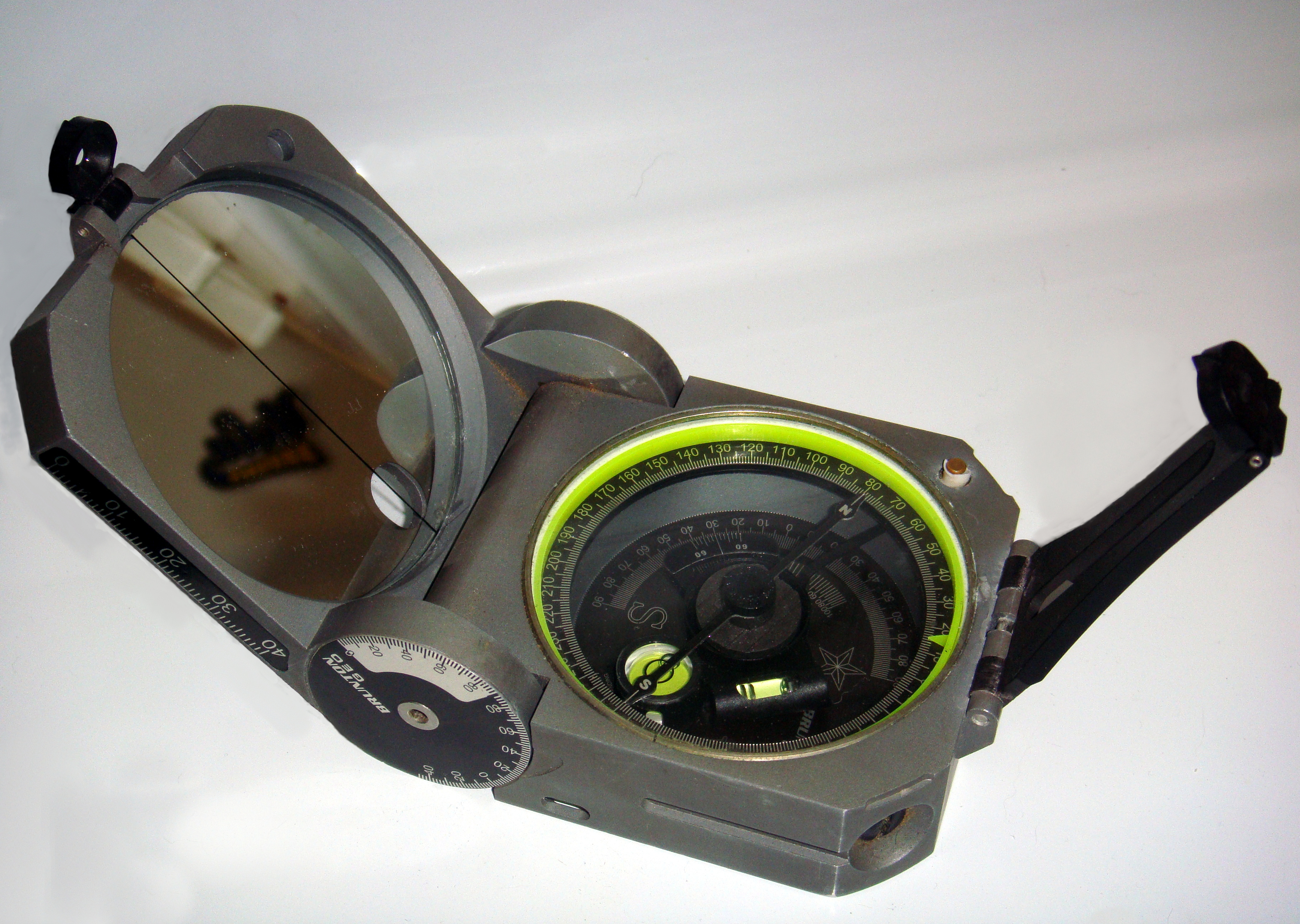
Bruíxola geològica Brunton

Un mapa geològic és un mapa que té la intenció especial de mostrar les característiques geològiques. Les roques o estrats geològics es mostren mitjançant colors o símbols per a indicar on estan exposats a la superfície. Les planes i les característiques estructurals com la falles geològiques els plegaments, les foliacions i les alineacions es mostren amb símbols de ratlles i/o punts per a donar orientacions en tres dimensions.

## Història
El mapa geològic més antic que es conserva és el del Papir de Torí (1150 aC.), que mostra la localització de pedra per a la construcció i de jaciments d'or a Egipte.
El primer mapa geològic dels Estats Units el va fer William Maclure el 1809. El primer mapa geològic de la Gran Bretanya el va confeccionar William Smith el 1815.